# Audrey McManiman
Audrey McManiman (Saint-Ambroise-de-Kildare, 24 gennaio 1995) è una snowboarder canadese, specializzata nello snowboard cross.

## Biografia
Originaria di Saint-Ambroise-de-Kildare e attiva in gare FIS dal febbraio 2011, Audrey McManiman ha debuttato in Coppa del Mondo il 26 febbraio 2012, giungendo 15ª nello slopestyle di Stoneham. Il 12 marzo 2022 ha ottenuto, nello snowboard cross (specialità che le ha dato più soddisfazioni e sulla quale si è concentrata maggiormente nella seconda parte della sua carriera), a Reiteralm, il suo primo podio, nel massimo circuito, classificandosi al 3º posto nella gara vinta dalla britannica Charlotte Bankes.
In carriera ha preso parte ad un'edizione dei Giochi olimpici invernali e a una dei Campionati mondiali di snowboard.

## Palmarès

### Universiadi invernali
- 1 medaglia:
  - 1 bronzo (snowboard cross a Krasnojarsk 2019)

### Giochi olimpici giovanili
- 1 medaglia:
  - 1 oro (slopestyle a Innsbruck 2012)

### Coppa del Mondo
- Miglior piazzamento nella Coppa del Mondo di snowboard cross: 5ª nel 2022
- Miglior piazzamento in classifica generale freestyle: 26ª nel 2015
- Miglior piazzamento nella Coppa del Mondo di halfpipe: 46ª nel 2014
- Miglior piazzamento nella Coppa del Mondo di big air: 11ª nel 2015
- Miglior piazzamento nella Coppa del Mondo di slopestyle: 15ª nel 2012
- 1 podio:
  - 1 terzo posto